# 尹惠京
尹惠京（韓語：윤혜경，1979年9月11日—），韓國女演員。

## 演出作品

### 電視劇
- 2000年：SBS《該怎麼辦才好》
- 2002年：SBS《五兄弟》
- 2003年：SBS《在你身邊》
- 2004年：MBC《烈情》
- 2005年：SBS《三葉草》
- 2005年：SBS《看花的女子》
- 2005年：KBS《黃金蘋果》
- 2006年：KBS《首爾1945》
- 2006年：SBS《赤腳愛情》
- 2006年：KBS《再見先生》
- 2007年：SBS《相愛的人啊》
- 2007年：KBS《魔王》飾演 崔娜熙
- 2007年：SBS《王與我》飾演 郑淑容
- 2008年：MBC《愛的謊言》飾演 徐寶盈
- 2012年：SBS《五指》飾演 金恩友
- 2014年：MBC《全都是泡菜》飾演 劉智恩
- 2014年：OCN《Frost醫生》（特別演出第3集）
- 2017年：MBC《前世的冤家們》飾演 金英新（於第49集首次登場）
- 2018年：KBS《最完美的離婚》飾演 趙錫英

## 外部連結
- NAVER （页面存档备份，存于）